# Lago Hallwil
O Lago Hallwil é um lago localizado no Cantão de Argóvia, Suíça, e se encontra nas coordenadas geográficas de 47° 17' N 8° 12' E. O espelho d'água está na sua maioria nos distritos de Lenzburg e Kulm, no extremo sul do cantão. A ponta sul do lago atinge o Cantão de Lucerna.
A sua superfície é de aproximadamente 10,3 km² e sua profundidade máxima é de 48 metros. É um destino de férias bem procurado pelos suíços.